# Гаман, Иоганн Георг
Иоганн Георг Га́ман (нем. Johann Georg Hamann; 27 августа 1730, Кёнигсберг — 21 июня 1788, Мюнстер) — немецкий философ, идеолог литературного движения «Буря и натиск». Представляет вместе с Гердером и Якоби реакцию против излишнего рационализма и догматизма Просвещения во имя свободного религиозного чувства и живой веры.

## Жизнь
Иоганн Георг Гаман родился 27 августа 1730 года в городе Кёнигсберг. Родителями Гамана были Иоганн Кристоф Гаман (1697—1766) и Мария Магдалина Гаман (урождённая Нуппенау) (1699—1756). Получив в Кёнигсберге основательное филологическое образование, Гаман жил домашним учителем в Риге, а затем отправился в Лондон. Он вёл беспорядочную жизнь, расстроил свои и чужие дела и впал в глубокое уныние, из которого был выведен чтением Библии и внезапным «прозрением», которое настигло его в Лондоне. Вторую половину своей жизни Гаман провёл в своём родном городе, сначала на службе, потом в отставке, живя на средства одного из своих почитателей. Умер и похоронен в Мюнстере (фото могилы).

## Идеи
Корреспондент Канта и Гердера, Гаман никогда не излагал систематически своих мыслей, и почти все его сочинения состоят из мелких статей, заметок и полемических выходок под эпатирующими заглавиями и странными псевдонимами: «северный маг», «экс-мандарин», «Рыцарь розового креста» и пр.
По мнению Гамана, все ходячие противоположности между божественным и человеческим, идеальным и реальным, духом и природой, разумом и чувственностью, естественным светом и откровением суть лишь произведения отвлечённого рассудка «школьных философов» (между прочим, и Канта, с которым Гаман состоял в переписке). «Естествоведение и история суть два столба, на которых покоится истинная религия. Неверие и суеверие основываются на поверхностной физике и поверхностной истории». В вере Гаман видел непосредственное личное состояние души, не подлежащее доказательствам и не нуждающееся в них.

## Влияние
Взгляды Гамана подробно анализировал Гегель. Монографию ему посвятил Исайя Берлин (1994). Гёте и Кьеркегор были среди тех, кто считал его лучшим умом своего времени.

## Сочинения
- Сократические достопримечательности (Sokratische Denkwürdigkeiten, 1759)
- Крестовые походы филолога (Kreuzzüge des Philologen, 1762)
- Метакритика пуризма разума (Metakritik über den Purismus der Vernunft, 1784, опубл. в 1800)
- Мысли о моем жизненном пути (Gedanken über meinen Lebenslauf, 1759, опубл. в 1821)

## Публикации на русском языке
- Гаман И. Г. «Достопримечательные мысли Сократа», «Aesthetica in nuse» В книге: Гильманов В. Х. Герменевтика «образа» И. Г. Гамана и Просвещение: Монография.  — Серия «Stoa Kontiana» — Калининград:  Издательство Калининградского университета, — 2003. — 569 с.  ISBN 5-88874-391-7.
- Гаман И. Г.  «Крохи», « Метакритика пуризма чистого разума». В книге: И. Г. Гаман, Ф. Г. Якоби. Философия чувства и веры. Сост., вступ.ст., пер. с нем., прилож., коммент., примеч.: С. В. Волжин. — СПб., 2006. — 487 с. ISBN 5-86763-174-5.
- Гаман И. Г. «Пять пастырских посланий о школьной драме» // Идеи эстетического воспитания, т. 2. М., 1973.
- Переписка Иммануила Канта и Иоганна Георга Гамана / Пер., введение и комментарии В. Х. Гильманова // Кантовский сборник. 2009. № 1.